# Damon und Phintias
Damon und Phintias (altgriechisch Δάμων Dámōn, Φιντίας Phintías) sind die Helden einer antiken Erzählung aus dem 4. Jahrhundert v. Chr., in der die Freundschaft und Treue der beiden verherrlicht wird. Schauplatz ist die Stadt Syrakus. Trotz der legendenhaften Ausschmückung der Geschichte ist davon auszugehen, dass es sich um historische Personen handelt und dass die Erzählung einen historischen Kern hat. Der Stoff wurde bis in die Moderne verschiedentlich literarisch verwertet.

## Hintergrund
Die beiden waren Pythagoreer, gehörten also der Gemeinschaft an, die der Philosoph Pythagoras im 6. Jahrhundert v. Chr. in Unteritalien gegründet hatte. Bei den Pythagoreern wurde auf Freundschaft (φιλία philía) großer Wert gelegt. Darunter verstand man insbesondere unbedingtes gegenseitiges Vertrauen und vorbehaltlose Solidarität in Notlagen. Bekannt war der Spruch „Κοινὰ τὰ τῶν φίλων Koinà tà tṓn phílōn“, der besagte, dass das Gut der Freunde ein gemeinsames Gut sei, also der eine mit seinem Besitz für den anderen einstehe. Über die Umsetzung dieses Grundsatzes im Leben der Pythagoreer kursierten einige Anekdoten, von denen die Geschichte von Damon und Phintias die weitaus bekannteste war und ist.
Von der Erzählung sind mehrere Fassungen überliefert. Eine stammt von dem Philosophen Aristoxenos, der ein Zeitgenosse von Damon und Phintias war, eine andere von dem Geschichtsschreiber Diodor (1. Jahrhundert v. Chr.).

## Darstellung des Aristoxenos
Als in Syrakus der Tyrann Dionysios II. herrschte, unterhielten sich seine Höflinge über die legendäre Freundestreue der Pythagoreer, die sie für Angeberei hielten, und spotteten darüber. Daraufhin beschloss der Tyrann, die Pythagoreer auf die Probe zu stellen. Er ließ Phintias kommen, beschuldigte ihn vor den Höflingen, an einem Komplott beteiligt zu sein, und verurteilte ihn umgehend zum Tode. Phintias nahm das Urteil gleichmütig hin und erbat nur die Erlaubnis, vor der Hinrichtung seine persönlichen Angelegenheiten in Freiheit zu regeln. Dionysios stimmte unter der Bedingung zu, dass Phintias’ Freund Damon mit seinem Leben für die Rückkehr des Verurteilten am selben Tag vor Sonnenuntergang haftete. Die Höflinge verspotteten Damon und sagten ihm voraus, Phintias werde fliehen, und er – Damon – müsse dann den Tod erleiden. Kurz vor Sonnenuntergang kehrte Phintias jedoch zurück. Dies beeindruckte den Tyrannen so stark, dass er die beiden bat, in ihren Freundschaftsbund aufgenommen zu werden, was sie aber ablehnten.

## Darstellung Diodors
Im Unterschied zu Aristoxenos berichtet Diodor, dass Phintias dem Herrscher tatsächlich nach dem Leben trachtete und deswegen verhaftet und verurteilt wurde. Den weiteren Verlauf schildert Diodor ähnlich wie Aristoxenos. In seiner Version war Phintias kurz vor dem festgesetzten Zeitpunkt noch nicht zurückgekehrt. Eine Menschenmenge lief zusammen, und Damon wurde zur Hinrichtung geführt. Erst im letzten Augenblick traf Phintias ein. Darauf begnadigte ihn der Tyrann und bat um Aufnahme in den Freundschaftsbund. Wie die Freunde darauf reagierten, lässt Diodor offen.

## Historischer Kern
In der Forschung ist strittig, welche der beiden Versionen glaubwürdiger ist. Der Zeitgenosse Aristoxenos behauptete, der Tyrann Dionysios selbst, der nach seinem Sturz in Korinth lebte, habe ihm die Geschichte erzählt. Dabei muss mit der Möglichkeit gerechnet werden, dass Dionysios seine eigene Rolle verharmloste. Diodor lebte zwar viel später, im 1. Jahrhundert v. Chr., stammte aber aus Sizilien und kannte vielleicht eine dortige Überlieferung. Gegen seine Darstellung spricht allerdings der Umstand, dass es kaum plausibel ist, dass Dionysios einem Mann, der ihm kurz zuvor nach dem Leben getrachtet hatte, seine Freundschaft antrug.
Neben den Schilderungen von Aristoxenos und Diodor gab es in der Antike noch spätere Fassungen der Geschichte, die jedoch für die Ermittlung des historischen Verlaufs ohne Bedeutung sind.

## Rezeption
Cicero war der erste lateinisch schreibende Autor, der die Erzählung aufgriff und in etwas abgewandelter Form knapp zusammenfasste, wobei er nicht Dionysios II., sondern dessen Vater Dionysios I. von Syrakus als den beteiligten Tyrannen bezeichnete. Der Schriftsteller Valerius Maximus, der als Hyginus Mythographus bekannte Autor des mythographischen Handbuchs Genealogiae und der Rhetor Polyainos, der im 2. Jahrhundert lebte, folgten – mit einigen Abweichungen – der Version Diodors, indem sie von einem ernst gemeinten Todesurteil ausgingen. Sie dehnten den zeitlichen Rahmen von ursprünglich einem Tag auf mehrere Tage bzw. sechs Monate (Polyainos) aus. Hyginus und Polyainos gaben an, der Verurteilte habe noch auswärts die Hochzeit seiner Schwester arrangieren wollen und zu diesem Zweck den Aufschub der Hinrichtung erlangt. In den Genealogiae wird als vorgesehene Hinrichtungsart die Kreuzigung bezeichnet und als Grund für die späte Rückkehr ein Gewitter genannt, das einen Fluss, der überquert werden musste, anschwellen ließ.
Später nahmen zwei Kirchenväter, Lactantius und Ambrosius von Mailand, auf die Erzählung Bezug.
Im Spätmittelalter fand die Erzählung erneut Interesse. Jacobus de Voragine nahm sie – der Darstellung des Ambrosius folgend – in seine Legenda aurea auf. Jacobus de Cessolis gab sie in seinem Buch über die allegorische und moralische Deutung des Schachspiels wieder, wobei er sich an die Version des Valerius Maximus hielt. Dieser Fassung folgte auch Vinzenz von Beauvais in seinem enzyklopädischen Werk Speculum maius. Der Verfasser der Gesta Romanorum machte aus Damon und Phintias zwei Räuber und Mörder, von denen einer gefasst und zu Recht verurteilt wurde; der andere verbürgte sich für ihn, und am Schluss erfolgte die Begnadigung.
Der englische Schriftsteller Richard Edwards schrieb im Jahr 1564 eine Tragikomödie Damon and Pithias, die 1571 veröffentlicht wurde. Friedrich Schiller folgte in seiner 1798 verfassten Ballade Die Bürgschaft der Version der Genealogiae und fügte noch weitere dramatische Elemente in den Ablauf ein. Bei ihm war infolge einer Namensvertauschung Damon der Attentäter.
Des Weiteren ist die Erzählung im 18. Jahrhundert in den Einaktern von David Laroche (Damon und Pythias, ein Trauerspiel in einem Aufzuge), Heinrich Wilhelm Lawätz (Damon und Phintias, oder das Muster der Freundschaft, Schauspiel in einem Aufzuge) und Gottlieb Konrad Pfeffel (Damon und Pythias, Ein Lustspiel in Einem Aufzuge) bearbeitet worden. Gotthold Ephraim Lessings Einakter Damon, oder die wahre Freundschaft hingegen befasst sich zwar ebenfalls mit dem Thema Freundschaft, allerdings in Form einer komischen Liebeskomödie mit ganz neuem Personal, ohne dass jemandem nach dem Leben getrachtet wird.